# Zamarada aprica
Zamarada aprica är en fjärilsart som beskrevs av Fletcher 1974. Zamarada aprica ingår i släktet Zamarada och familjen mätare. Inga underarter finns listade i Catalogue of Life.